# Мардарівка (Роздільнянський район)
Марда́рівка — село в Україні, у Цебриківській селищній громаді Роздільнянського району Одеської області. Населення становить 7 осіб.
До 17 липня 2020 року було підпорядковане Великомихайлівському району, який був ліквідований.

## Населення
Згідно з переписом 1989 року населення села становило 28 осіб, з яких 10 чоловіків та 18 жінок.
За переписом населення 2001 року в селі мешкало 8 осіб.
На 1 січня 2020 року — 7 осіб: 1 чоловік і 6 жінок.

### Мова
Розподіл населення за рідною мовою за даними перепису 2001 року:
| Мова       | Відсоток |
| ---------- | -------- |
| українська | 75 %     |
| російська  | 12,5 %   |
| молдовська | 12,5 %   |